# Reimond Tollenaere
Reimond Tollenaere (ur. 29 czerwca 1909 w Oostakker, zm. 22 stycznia 1942 we wsi Kopcy koło Nowogrodu) – flamandzki nacjonalistyczny działacz polityczny, członek Flamandzkiego Związku Narodowego (VNV), komendant organizacji paramilitarnej VNV Dietsche Militie/Zwarte Brigade.
Reimond Tollenaere studiował prawo na uniwersytecie w Gandawie. W tym czasie zaangażował się w działalność polityczną nacjonalistów flamandzkich. Wstąpił do Flamandzkiego Związku Narodowego i stanął wkrótce na czele jego pionu propagandowego, a następnie został komendantem (Commandant-Generaal) bojówek Dietsche Militie/Zwarte Brigade. W 1936 r. został wybrany do parlamentu belgijskiego.
Krótko po agresji Niemiec na Belgię w maju 1940 r. został aresztowany i osadzony w więzieniu na terytorium Francji. Po kapitulacji armii francuskiej wyszedł na wolność i powrócił do Belgii, wznawiając swoją działalność polityczną w VNV. Brał aktywny udział w lipcu 1941 r. w akcji rekrutacyjnej i formowaniu kolaboracyjnej formacji zbrojnej pod nazwą Legion Flandern. 6 sierpnia wraz z ponad 400 członkami Dietsche Militie/Zwarte Brigade dołączył do Legionu szkolącego się w Radomiu w Generalnym Gubernatorstwie. Otrzymał stopień SS-Untersturmführera z przydziałem na dowódcę 2 kompanii. W listopadzie wyruszył z resztą legionistów na front pod Leningradem. Zginął 22 stycznia 1942 r. we wsi Kopsy od ognia własnych oddziałów.
W celu jego uczczenia ustanowiono odznakę wojskową nazwaną jego imieniem, która przedstawiała pazur wilka i małe sześcienne pudełko z mottem „TROUW” („LOJALNOŚĆ”) na tle skrzyżowanych mieczy. Na rewersie znajdowało się koło z napisem „AAN R TOLLENAERE KOPZY 1942”. Odznaka nadawana była członkom Dietsche Militie/Zwarte Brigade za lojalność i poświęcenie dla służby.